# Metaphidippus fortunatus
Metaphidippus fortunatus är en spindelart som först beskrevs av Peckham, Peckham 1901.  Metaphidippus fortunatus ingår i släktet Metaphidippus och familjen hoppspindlar. Inga underarter finns listade i Catalogue of Life.